# Campionati del mondo di atletica leggera 2022 - 400 metri piani maschili
La specialità dei 400 metri piani maschili dei campionati del mondo di atletica leggera 2022 si è svolta tra il 17 e il 22 luglio all'Hayward Field di Eugene, negli Stati Uniti d'America.

## Podio
| Pos.    | Atleta               | Nazionalità | Tempo |
| ------- | -------------------- | ----------- | ----- |
| Oro     | Michael Norman       | Stati Uniti | 44"29 |
| Argento | Kirani James         | Grenada     | 44"48 |
| Bronzo  | Matthew Hudson-Smith | Regno Unito | 44"66 |

## Situazione pre-gara

### Record
Prima di questa competizione, il record del mondo (RM) e il record dei campionati (RC) erano i seguenti.
| Record                | Prestazione | Atleta                      | Data                                   | Competizione   |
| --------------------- | ----------- | --------------------------- | -------------------------------------- | -------------- |
| Record mondiale       | 43"03       | Wayde van Niekerk Sudafrica | 14 agosto 2016 Rio de Janeiro, Brasile | Olimpiadi 2016 |
| Record dei campionati | 43"18       | Michael Johnson Stati Uniti | 26 agosto 1999 Siviglia, Spagna        | Mondiali 1999  |

### Campioni in carica
I campioni in carica a livello mondiale e olimpico erano:
| Campione | Atleta                  | Prestazione | Data                          | Competizione         |
| -------- | ----------------------- | ----------- | ----------------------------- | -------------------- |
| Olimpico | Steven Gardiner Bahamas | 43"85       | 5 agosto 2021 Tokyo, Giappone | Giochi olimpici 2021 |
| Mondiale | Steven Gardiner Bahamas | 43"48       | 4 ottobre 2019 Doha, Qatar    | Mondiali 2019        |

### La stagione
Prima di questa gara, gli atleti con le migliori tre prestazioni dell'anno erano:
| Pos. | Atleta                       | Prestazione | Data                                         |
| ---- | ---------------------------- | ----------- | -------------------------------------------- |
| 1    | Michael Norman Stati Uniti   | 43"56       | 25 giugno 2022 Eugene, Stati Uniti d'America |
| 2    | Champion Allison Stati Uniti | 43"70       | 25 giugno 2022 Eugene, Stati Uniti d'America |
| 3    | Kirani James Grenada         | 44"02       | 28 maggio 2022 Eugene, Stati Uniti d'America |

## Risultati

### Batterie
I primi 3 di ogni batteria (Q) e i 6 tempi migliori tra gli esclusi (q) si qualificano alle semifinali.
| Pos. | Batteria | Atleta                | Nazionalità       | Tempo | Note                                     |
| ---- | -------- | --------------------- | ----------------- | ----- | ---------------------------------------- |
| 1    | 5        | Bayapo Ndori          | Botswana          | 44"87 | Q                                        |
| 2    | 1        | Wayde van Niekerk     | Sudafrica         | 45"18 | Q                                        |
| 3    | 5        | Kirani James          | Grenada           | 45"29 | Q                                        |
| 4    | 2        | Michael Norman        | Stati Uniti       | 45"37 | Q                                        |
| 5    | 1        | Jonathan Jones        | Barbados          | 45"46 | Q                                        |
| 6    | 6        | Matthew Hudson-Smith  | Regno Unito       | 45"49 | Q                                        |
| 7    | 4        | Champion Allison      | Stati Uniti       | 45"56 | Q                                        |
| 8    | 5        | Nathon Allen          | Giamaica          | 45"61 | Q                                        |
| 9    | 1        | Alex Haydock-Wilson   | Gran Bretagna     | 45"62 | Q                                        |
| 10   | 2        | Christopher Taylor    | Giamaica          | 45"68 | Q                                        |
| 11   | 2        | Zakhiti Nene          | Sudafrica         | 45"69 | Q                                        |
| 12   | 4        | Dylan Borlée          | Belgio            | 45"70 | Q                                        |
| 13   | 2        | Kevin Borlée          | Belgio            | 45"72 | q                                        |
| 14   | 3        | Michael Cherry        | Stati Uniti       | 45"81 | Q                                        |
| 15   | 3        | Muzala Samukonga      | Zambia            | 45"82 | Q                                        |
| 16   | 6        | Liemarvin Bonevacia   | Paesi Bassi       | 45"82 | Q                                        |
| 17   | 6        | Lidio Andrés Feliz    | Rep. Dominicana   | 45"87 | Q                                        |
| 18   | 5        | Fuga Sato             | Giappone          | 45"88 | q                                        |
| 19   | 1        | Julian Jrummi Walsh   | Giappone          | 45"90 | q                                        |
| 20   | 4        | Isaac Makwala         | Botswana          | 45"93 | Q                                        |
| 21   | 5        | Alex Beck             | Australia         | 45"99 | q                                        |
| 22   | 4        | Mikhail Litvin        | Kazakistan        | 46"00 | q                                        |
| 23   | 6        | Christopher O'Donnell | Irlanda           | 46"01 | q                                        |
| 24   | 1        | Patrik Šorm           | Rep. Ceca         | 46"07 |                                          |
| 25   | 3        | Alexander Doom        | Belgio            | 46"18 | Q                                        |
| 26   | 2        | Benjamin Lobo Vedel   | Danimarca         | 46"27 |                                          |
| 27   | 6        | Kaito Kawabata        | Giappone          | 46"34 |                                          |
| 28   | 3        | Jevaughn Powell       | Giamaica          | 46"42 |                                          |
| 29   | 5        | Edoardo Scotti        | Italia            | 46"46 |                                          |
| 30   | 2        | Luis Avilés           | Messico           | 46"47 |                                          |
| 31   | 4        | Davide Re             | Italia            | 46"49 |                                          |
| 32   | 2        | Kajetan Duszyński     | Polonia           | 46"57 |                                          |
| 33   | 4        | Dwight St. Hillaire   | Trinidad e Tobago | 46"60 |                                          |
| 34   | 3        | Ricky Petrucciani     | Svizzera          | 46"60 |                                          |
| 35   | 4        | Boško Kijanović       | Serbia            | 46"85 |                                          |
| 36   | 1        | Steven Solomon        | Australia         | 46"87 |                                          |
| 37   | 3        | Anthony Pesela        | Botswana          | 47"36 |                                          |
| 38   | 6        | Lucas Carvalho        | Brasile           | 47"53 |                                          |
| 39   | 5        | Dexter Mayorga        | Nicaragua         | 48"40 |                                          |
| 40   | 6        | Aiden Hazzard         | Anguilla          | 51"44 | Miglior prestazione personale stagionale |
| 41   | 3        | Obediah Timbaci       | Vanuatu           | 53"32 |                                          |

### Semifinali
I primi 2 di ogni semifinale (Q) e i 2 tempi migliori tra gli esclusi (q) si qualificano alla finale.
| Pos. | Batteria | Atleta                | Nazionalità     | Tempo | Note                          |
| ---- | -------- | --------------------- | --------------- | ----- | ----------------------------- |
| 1    | 1        | Michael Norman        | Stati Uniti     | 44"30 | Q                             |
| 2    | 1        | Matthew Hudson-Smith  | Gran Bretagna   | 44"38 | Q                             |
| 3    | 3        | Champion Allison      | Stati Uniti     | 44"71 | Q                             |
| 4    | 2        | Kirani James          | Grenada         | 44"74 | Q                             |
| 5    | 3        | Wayde van Niekerk     | Sudafrica       | 44"75 | Q                             |
| 6    | 3        | Jonathan Jones        | Barbados        | 44"78 | q                             |
| 7    | 2        | Bayapo Ndori          | Botswana        | 44"94 | Q                             |
| 8    | 1        | Christopher Taylor    | Giamaica        | 44"97 | q                             |
| 9    | 2        | Muzala Samukonga      | Zambia          | 45"02 | Miglior prestazione personale |
| 10   | 3        | Alex Haydock-Wilson   | Gran Bretagna   | 45"08 | Miglior prestazione personale |
| 11   | 1        | Zakhiti Nene          | Sudafrica       | 45"24 |                               |
| 12   | 3        | Kevin Borlée          | Belgio          | 45"26 |                               |
| 13   | 2        | Michael Cherry        | Stati Uniti     | 45"28 |                               |
| 14   | 1        | Dylan Borlée          | Belgio          | 45"41 |                               |
| 15   | 3        | Liemarvin Bonevacia   | Paesi Bassi     | 45"50 |                               |
| 16   | 3        | Mikhail Litvin        | Kazakistan      | 45"63 | Miglior prestazione personale |
| 17   | 2        | Fuga Sato             | Giappone        | 45"71 |                               |
| 18   | 1        | Julian Jrummi Walsh   | Giappone        | 45"75 |                               |
| 19   | 2        | Alexander Doom        | Belgio          | 45"80 |                               |
| 20   | 2        | Christopher O'Donnell | Irlanda         | 46"01 |                               |
| 21   | 3        | Isaac Makwala         | Botswana        | 46"04 |                               |
| 22   | 1        | Lidio Andrés Feliz    | Rep. Dominicana | 46"19 |                               |
| 23   | 1        | Alex Beck             | Australia       | 46"21 |                               |
|      | 2        | Nathon Allen          | Giamaica        | dnf   |                               |

### Finale
| Pos.    | Atleta               | Nazionalità   | Tempo | Note |
| ------- | -------------------- | ------------- | ----- | ---- |
| Oro     | Michael Norman       | Stati Uniti   | 44"29 |      |
| Argento | Kirani James         | Grenada       | 44"48 |      |
| Bronzo  | Matthew Hudson-Smith | Gran Bretagna | 44"66 |      |
| 4       | Champion Allison     | Stati Uniti   | 44"77 |      |
| 5       | Wayde van Niekerk    | Sudafrica     | 44"97 |      |
| 6       | Bayapo Ndori         | Botswana      | 45"29 |      |
| 7       | Christopher Taylor   | Giamaica      | 45"30 |      |
| 8       | Jonathan Jones       | Barbados      | 46"13 |      |